# دنیای شعله‌ور
شرح دنیای جدید، به نام جهان شعله‌ور (به انگلیسی: The Description of a New World, Called The Blazing-World) که بیشتر به‌عنوان دنیای شعله‌ور شناخته می‌شود، یک اثر داستانی از نویسنده انگلیسی مارگارت کاوندیش، دوشس نیوکاسل است که در سال ۱۶۶۶ منتشر شد. این رمان یک نمونه بسیار اولیه از نویسندگی علمی تخیلی است که به جهان‌های جدید یا موازی می‌پردازد.
جهان شعله‌ور، روایت داستان سفر یک زن جوان به دنیایی جدید از طریق قطب شمال و تجربه او از جامعه اتوپیایی را که در آنجا با آن مواجه می‌شود، روایت می‌کند.